# 大羽奎介
大羽 奎介（おおば けいすけ、1935年（昭和10年）1月22日 - 2002年（平成14年）8月29日）は、日本の外交官。元駐クロアチア大使。

## 略歴
1935年（昭和10年）1月22日、満洲国にて生まれる。鹿児島ラ・サール高校卒業。1959年（昭和34年）に法政大学社会学部を卒業し、法政大学大学院博士課程を中退する。
ベオグラード大学留学後、1974年（昭和49年）に外務省に入省する。二度にわたるユーゴスラビア勤務を経て、欧亜局東欧課地域調整官に就任する。
1995年（平成7年）にユーゴスラビア大使館参事となり、1998年（平成10年）に駐クロアチア大使に就任する。
2002年（平成14年）8月29日に死去、67歳。

## 人物
旧ユーゴスラビア諸国で日本人外交官として20年以上を過ごし、和平と復興に貢献したとして、セルビア共和国の首都ベオグラードに名を冠した「ケイスケ・オオバ通り」ができている。外務省一の旧ユーゴ通として知られており、「死後は愛着あるユーゴの地で眠りたい」と遺言し、遺骨はベオグラードの墓地に葬られた。

## 共訳
- 『社会党と政権-フランスの経験と反省』P.ラマディエ（著）、高橋正雄（翻訳）（ダイヤモンド社、1963）

## 参考
- 法政大学社会部同窓会会報第13号
- 『現代物故者事典2000-2002』（日外アソシエーツ、2003）